# Numerio (nome)
Numerio  è un nome proprio di persona italiano maschile.

## Varianti
- Femminili: Numeria

### Varianti in altre lingue
- Catalano: Numeri
- Latino: Numerius[1]
- Portoghese: Numério
- Russo: Нумерий (Numerij)
- Spagnolo: Numerio

## Origine e diffusione
Continua il praenomen latino Numerius (Numeria al femminile), tipico della gens Fabia ma portato anche da altre. Esso è tratto dal latino numerus, che vuol dire "numero", "abbondanza", "armonia".
Da Numerio deriva, in forma patronimica, il nome Numeriano (portato da un imperatore romano).

## Onomastico
L'onomastico si può festeggiare il 26 novembre in memoria di san Numerio, martire a Nicomedia sotto Costanzo II.

## Persone
- Numerio Fabio Ambusto, politico e militare romano
- Numerio Fabio Buteone, politico romano
- Numerio Fabio Pittore, politico romano
- Numerio Fabio Vibulano, politico e militare romano